# NGC 6900
NGC 6900 é uma galáxia espiral (Sb) localizada na direcção da constelação de Aquila. Possui uma declinação de -02° 34' 11" e uma ascensão recta de 20 horas, 21 minutos e 35,1 segundos.
A galáxia NGC 6900 foi descoberta em 1 de Outubro de 1863 por Albert Marth.